# Wilhelm Reich

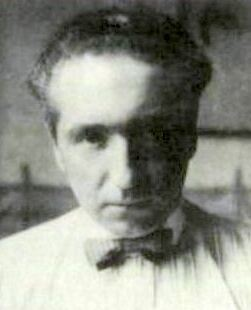
Wilhelm Reich

Wilhelm Reich (sinh ngày 24 thán 3 năm 1897, mất ngày 3 tháng 11 năm 1957) là nhà phân tâm học người Áo, thành viên thuộc thế hệ các nhà phân tâm học thứ hai sau Freud và là một trong những nhân vật nổi bật nhất trong lịch sử tâm thần học. Ông là tác giả của nhiều cuốn sách và tiểu luận có ảnh hưởng lớn, đặc biệt là những cuốn như "Phân tích tính cách" (Character Analysis, 1933); "Tâm lý học đám đông và Chủ nghĩa Phát xít" (The Mass Psychology and Fascism, 1933) và "Cách mạng Tình dục" (The Sexual Revolution, 1936). Tác phẩm về phân tích tính cách của ông đã hỗ trợ cho sự triển khai cuốn sách "Cái tôi và các cơ chế phòng vệ" (1936) của Anna Freud (con gái Freud) và ý tưởng về áo giáp cơ bắp (muscular armour) của ông – tức là sự bộc lộ nhân cách qua những chuyển động của cơ thể, đã định hình những cách tân trong tâm lý liệu pháp về cơ thể, trong liệu pháp Gestalt của Fritz Perls, phân tích sinh khí sinh học (bioenergetic analysis) của Alexander Lowen và liệu pháp nguyên sơ (primal therapy) của Arthur Janov. Tác phẩm của ông đã ảnh hưởng tới nhiều thế hệ tri thức: trong những năm 1968 sinh viên biểu tình ở Paris và Berlin đã viết tên ông lên những bức tường và quẳng những ấn bản cuốn "Tâm lý đám đông và chủ nghĩa phát xít" vào cảnh sát. Ông trở thành một trong những người cấp tiến nhất trong sự phát triển của bệnh tâm thần học.

## Sự nghiệp
Sau khi tốt nghiệp y khoa ở Đại học Viên năm 1922, Reich đã nghiên cứu về Tâm bệnh-thần kinh học dưới hướng dẫn của Julius Wagner Jauregg và trở thành phó giám đốc phòng khám phân tâm lưu động dành cho bệnh nhân ngoại trú của Freud. Theo mô tả của Elizabeth Danto, Reich là người to lớn với kiểu cách khó tính, nhìn vừa có vẻ gắt gỏng lại vừa thanh nhã, ông đã cố gắng dung hòa phân tâm học với Chủ nghĩa Marx, cho rằng nhiễu tâm bắt nguồn trong thể chất, trong tính dục và những điều kiện kinh tế xã hội, và đặc biệt là sự thiếu hụt cái mà ông gọi là "năng lực orgastic" (orgastic potency – rất khó tìm từ tương đương trong tiếng Việt, Orgone hay Orgastic là một dạng lực sống, cũng như Libido của Freud, Elan Vital của Bergson...Khí của phương Đông; nhưng tại sai Reich lại đặt ra thuật ngữ riêng của mình, cái ấy ta cần tôn trọng và nghiên cứu sâu hơn để hiểu). Ông đến thăm những bệnh nhân tại nhà họ để quan sát cách họ sống, đưa họ xuống đường trong phòng khám lưu động, khuyến khích tình dục vị thành niên và việc sử dụng các phương tiện tránh thai, nạo phá thai và ly dị, một động thái khiêu khích với nhà thờ Công giáo ở Áo. Ông nói ông muốn "tấn công chứng nhiễu tâm bằng cách ngăn chặn nó hơn là chữa trị nó."
Từ những năm 1930 ông trở thành một nhân vật gây tranh cãi; từ năm 1932 cho đến bốn năm sau cái chết của ông không có nhà xuất bản nào ngoài nhà in của chính ông dám xuất bản các công trình của ông. Sư khuyến khích tự do tình dục của ông đã quấy nhiễu cộng đồng phân tâm học và những cộng sự chính trị cánh tả của ông, và liệu pháp vegeto (giải phóng cảm xúc qua tác động thể chất) – trong đó ông mát-xa cho các bệnh nhân trần truồng để đánh tan áo giáp cơ bắp của họ đã xâm phạm những cấm kỵ chủ yếu của phân tâm học. Năm 1939 Reich chuyển đến New York một phần vì để tránh nạn Đức quốc xã (Nazi), và không lâu sau ông tạo ra thuật ngữ "Orgone" – xuất nguồn từ "orgasm" và organism" – để gọi thứ năng lượng vũ trụ mà ông nói ông đã khám phá ra, ông cho rằng tha nhân được xem như là Chúa. Năm 1940 ông bắt đầu xây dựng thiết bị tích tụ orgone, những thiết bị mà các bệnh nhân của ông ngồi bên trong để thu những lợi ích về sức khỏe..
Trong những cuốn sách như "Nghe này con người bé mọn" (Listen, little man), những lời lẽ uyển chuyển và thiết tha như muốn thức tỉnh con người hiện đại; những bức vẽ cũng bộc lộ cảm thức về dòng sinh khí – điểm chủ đạo trong tư tưởng của Reich. Reich đã khám phá ra dòng năng lượng tính dục trôi chảy khắp nơi, và ông đi nghiên cứu để tìm cách thu được chúng, để chữa bệnh tâm thần, ung thư...Nhiều nhà nghiên cứu đã cho rằng, Libido của Freud hay dòng năng lượng tính dục Orgone của Reich chính là những cách gọi khác về Khí (Trung Hoa) hay Prana (Ấn Độ). Reich đã đóng góp nhiều cho Phân tâm học, kể cả sau khi phải từ bỏ Freud mà di cư sang Mỹ, dù phải chấp nhận chia tay với người thầy tuyệt vời ấy ông vẫn đi chung đường cùng Freud – cuộc chia tay ấy đối với ông đau đớn như khi đứa con phải từ bỏ người cha của mình (Reich speak of Freud).
Reich trong tiếng Đức nghĩa là 1 đế chế (empire). Reich cũng là 1 ngôi sao băng xẹt ngang bầu trời Phân tâm học, một đế chế suy tàn khi chưa kịp sống nhưng lại sống dậy sau khi đã về với cát bụi.

## Trong văn hóa đại chúng
Đạo diễn Antonin Svoboda đã làm một bộ phim về Reich: "Trường hợp kỳ lạ của Wilhelm Reich" (The strange case of Wilhelm Reich), sản xuất năm 2012. Mở đầu bộ phim là cảnh hai ông cháu quay quay cái máy (nhìn như giàn tên lửa Ca-chiu-sa của Nga ngày xưa) thu năng lượng Libido của Reich. Rồi cảnh ông cháu nhìn bầu trời đêm, thấy có sao băng xẹt ngang bầu trời "Shooting star!", ông Reich bảo cậu bé: "Now you can make a wish!" – Thế thì con có thể ước rồi đấy.
Các bạn sinh viên Tâm lý nên xem để biết thêm 1 ngôi sao băng trên bầu trời Tâm lý thế giới.